# Star Control 3
Star Control 3 — компьютерная игра в жанре квеста с элементами стратегии в реальном времени, разработанная компанией Legend Entertainment и изданная Accolade. Игра является третьей в серии Star Control.
События игры начинаются через неопределённое время после окончания предыдущей игры серии. По сравнению с предыдущими частями добавлены новые расы и корабли, заметно переработан стратегический элемент. Считается отходящей от канона большинством фанатов, а также авторами-основателями серии.

## Сюжет
История игры начинается неопределённое время спустя уничтожения боевой станции Предтеч «Са-Матры» взрывом флагмана. При таком могучем взрыве капитан на мгновение испытал видение будущего, где вся разумная жизнь в галактике была «высосана» какой-то неизвестной силой. Он узнал, что ответ нужно искать в центре галактики. Затем внезапно пропала способность всех рас использовать гиперпространство. Капитан смог вернуться на свою родную планету — Унзервалт и построить ещё один флагман (уже не модульный). Этот корабль работал на генераторе пузырей искривления для перемещения в другие системы, не используя гиперпространство. Капитан стал путешествовать в другие системы и убеждать представителей многих рас войти в его экспедицию в центр галактики. Но при столь далёком прыжке корабли были разбросаны по всему сектору. Задача капитана — наладить связь с другими кораблями и узнать, в чём причина его видения и пропажи гиперпространства.

## Геймплей
Геймплей сильно отличается от предыдущей игры, потому что она была создана другой компанией. Вне битвы всё управляется мышью. Количество кораблей во флотилии капитана было увеличено до 25 (флагман плюс 24 других), но убежать с поля боя теперь нельзя. Каждая раса имеет одну колонию в начале, но многие планеты могут быть колонизированы капитаном для добычи ресурсов. Межзвёзные путешествия мгновенны для игрока, но требуют очень много топлива. На звёздной карте отмечена зона досягаемости, а также зона досягаемости с возможностью возвращения. В этой игре нет торговой расы, которая бы появилась в момент нужды и продала топливо.

## Новые расы
Гегемония Креста (имеется в виду созвездие Южного креста) (англ. Hegemonic Crux):
- Клэрконктлэр (англ. Clairconctlar) — благородные камнеобразные воины, служащие Кресту из-за того, что Крест втайне захватил и скрыл их королеву (мать всех Клэрконктлэр), заставив перед этим приказать им служить Кресту. Корабль: Башня (англ. Pinnacle).
- Дактаклакпак (англ. Daktaklakpak) — полуразумные машины, легко манипулируемые Крестом для разработки новых технологий. Корабль: Вивисектор (англ. Vivisector).
- Дугзы (англ. Doogz) — не очень умные работники Креста, их лица напоминают собачьи морды. Крест держит их в экономическом рабстве, из которого Дугам самим не выбраться. Корабль: Конструктор (англ. Constructor).
- Харика и Ёрны (англ. Harika & Yorn) — хищные расы находящиеся в состоянии симбиоза. Харика поедают пожилых Ёрнов, чтобы контролировать их население, давая Харика необходимые белки. Также Ёрны дают Харика мудрые советы о том, как контролировать свою агрессию. Крест втайне отравил Харика с помощью Эксчаггеров, предлагая им рабство взамен на излечение. Корабль: Опустошитель (англ. Ravager).
- К’танги Каттари (англ. K'tang) — безжалостные убийцы, на самом деле представляющие собой маленьких четырёхруких существ с манией величия. Они не очень умны и поэтому стремятся уничтожить всех, кто умнее их. Они считают себя лидерами Креста. Корабль: Калечиватель (англ. Crippler).
- Плоксисы (англ. Ploxis) — раса крысоголовых плутократов, уничтожившая большую часть своей расы. Они являются настоящими лидерами Креста и, по-видимому, имеют один из флагманских кораблей, такой же, как и Капитан. Корабль: Грабитель (англ. Plunderer).

Нейтральные:
- Эксквиван (англ. Exquivan) — раса монахов, пытающаяся добиться пустотного уровня сознания. Корабль: Загадка (англ. Enigma).
- Геральды (англ. Herald) — рабы Вечных. Мало что известно об этой расе. Корабль: Уничтожитель (англ. Eradicator).
- Лк (англ. Lk) — грибовидная раса, которая помогает другим, только если это служит их собственным целям. Корабль: Святейший (англ. Sanctorum).
- Оуа (англ. Owa) — галантная и верная раса. Они ищут способ покинуть свои тела и уйти из материальной галактики. Корабль: Путешественник (англ. Voyager).
- Виро-Инго (англ. Vyro-Ingo) — сумасшедшая раса, повадки которой напоминают поведение ВАКСов. В их теле как бы два представителя расы, один из которых вежливый и трусливый, а второй грубый, жестокий и агрессивный. Корабль: Захватчик (англ. Invader).
- Эксчаггеры (англ. Xchagger) — полуразумные микроорганизмы, имеющие коллективный разум. Корабль: Эксклав (англ. Exclave).

Расы, полетевшие с Капитаном: Люди, Чммры, Майкон, Орзы, Пкунки, Спати, Сирены, Ур-Кваны Кзер-За, Атвиги, и Ваксы. В процессе игры от главных рас могут отделиться Ур-Куан Кор-А и Глубокие Дети Миконов.

## Оценки
| Русскоязычные издания | Русскоязычные издания |
| Издание               | Оценка                |
| --------------------- | --------------------- |
| «Страна игр»          | [ 2 ]                 |
| SBG Magazine          | 8/10                  |